# 15382 Vian
15382 Vian è un asteroide della fascia principale. Scoperto nel 1997, presenta un'orbita caratterizzata da un semiasse maggiore pari a 2,2743260 UA e da un'eccentricità di 0,0484788, inclinata di 6,93322° rispetto all'eclittica.